# Tribunal de Contas do Estado do Maranhão
O Tribunal de Contas do Estado do Maranhão (TCE-MA) é o órgão previsto na Constituição Estadual responsável pela fiscalização do uso do dinheiro público do Estado e dos Municípios do Maranhão, em paralelo à atividade exercida pela Assembleia Legislativa e pelas Câmaras de Vereadores.
O TCE-MA emite opinião técnica sobre as demonstrações financeiras dos entes federativos maranhenses encerradas em 31 de dezembro de cada ano. Essa opinião técnica (parecer prévio) é peça essencial para o Poder Legislativo aprovar ou reprovar as contas do Chefe do Poder Executivo.

## História
Em 1619, foi criado o cargo de Provedor-Mor do Maranhão, a quem cabiam as atribuições de fiscalizar e controlar a arrecadação das rendas e direitos régios, apresentando relatório, de forma detalhada, ao rei.
Durante o Império, o Maranhão criou o Tesouro Público Provincial por intermédio da Lei nº 62, de 9 de junho de 1838, composto por: um Inspetor, um Contador, um Procurador Fiscal e um Secretário. O Tesouro era subordinado diretamente ao Presidente da Província e tinha por incumbência administrar, distribuir, contabilizar e fiscalizar todas as rendas públicas provinciais.
Competia à Assembleia Provincial nomear, todos os anos, uma comissão de três membros seus para analisar a documentação relativa à receita e à despesa contabilizada pelo Tesouro Público e propor as medidas legislativas que se fizessem necessárias.
Após a Proclamação da República, em 1889, ocorreram diversas mudanças político-administrativas nas esferas federais, estaduais e municipais. No Maranhão, o Tesouro Público Provincial foi transformado em Tesouro Público do Estado.
Durante a Era Vargas (e seu modelo de governo centralizador) foram nomeados interventores federais em todos os estados. O interventor governava com o auxílio de um Conselho Administrativo, que analisava e dava o parecer sobre projetos e ações do governo. Nesse período, o controle das contas públicas ficou sob responsabilidade da Diretoria de Fazenda, cujo regulamento foi expedido por meio do Decreto Estadual nº 358, de 30 de dezembro de 1932.
O Interventor Paulo Ramos criou, por meio do Decreto-Lei estadual nº 584, de 10 de março de 1942, o Departamento Central de Contabilidade (DCC),
No processo de redemocratização, o Tribunal de Contas do Estado do Maranhão foi criado pelo Decreto Lei 134, de 30 de dezembro de 1946, e instalado no dia 02 de janeiro de 1947, pelo então interventor federal Saturnino Bello. Teve como primeiros juízes (era esta a denominação dada aos conselheiros) Humberto Pinho Fonseca, Cícero Neiva Moreira, Celso Ribeiro Aguiar e Joaquim Sales Itapary, que pela sua larga experiência em diversas comarcas do Estado, além de secretário de Interior, Justiça e Segurança, foi aclamado presidente da instituição.
O Tribunal de Contas do Estado do Maranhão veio para assumir as atribuições do antigo Conselho Administrativo do Estado.
Em sua primeira fase, funcionou no casarão de número 22 da Praça São João, que já havia sido ocupado por outras repartições públicas, dentre elas a Chefia de Polícia. Com o passar dos anos, a sede foi ficando acanhada, sendo necessária, portanto, a transferência para a Rua 7 de Setembro - 515, sendo mais tarde transferido para a sede na Travessa Couto Fernandes.
Até 1980, o TCE era o único órgão encarregada da fiscalização das verbas públicas no Estado, quando foi criado pelo então governador João Castelo Ribeiro Gonçalves o Conselho de Contas dos Municípios, depois transformado em Tribunal de Contas dos Municípios, que teve sua extinção aprovada pela Assembleia Legislativa do Estado, em 1992, quando suas atribuições voltaram ao controle do TCE.

## Atribuições
As principais competências do Tribunal de Contas do Maranhão estão dispostas na Constituição Estadual Brasileira de 1989 e são as citadas a seguir. Há instrumentos legais que também atribuem atividades específicas ao TCE, como a Lei Complementar nº 101/2000 (Lei de Responsabilidade Fiscal) a Lei nº 4.320/1964 (Disposições sobre Direito Financeiro) e a Lei nº 14.131/2021 (Lei de Licitações e Contratos).
- apreciar as contas prestadas anualmente pelo Governador do Estado, mediante parecer prévio, que deverá ser elaborado em sessenta dias a contar do seu recebimento;
- julgar as contas dos administradores e demais responsáveis por bens e valores públicos da administração direta e indireta, incluídas as fundações e sociedades instituídas e mantidas pelo Poder Público estadual, e as contas daqueles que derem causa a perda, extravio ou outra irregularidade de que resulte prejuízo ao erário do Estado;
- apreciar, para fins de registro, a legalidade dos atos de admissão de pessoal, a qualquer título, na administração direta e indireta, incluídas as fundações instituídas e mantidas pelo Poder Público estadual, excetuadas as nomeações para provimento de cargos em comissão, bem como a das concessões de aposentadoria, reformas e pensões, ressalvadas as melhorias posteriores que não alterem o fundamento legal do ato concessório;
- realizar, por iniciativa própria, da Assembleia Legislativa, de comissão técnica ou de inquérito, inspeções e auditorias de natureza contábil, financeira, orçamentária, operacional e patrimonial, nas unidades administrativas do Poderes Legislativo, Executivo e Judiciário, bem assim nas demais entidades referidas no inciso II;
- fiscalizar a aplicação de quaisquer recursos repassados pelo Estado mediante convênio, acordo, ajuste ou outros instrumentos congêneres a município e a entidades públicas ou privadas.
- prestar as informações solicitadas pela Assembleia Legislativa ou por qualquer de suas Comissões sobre a fiscalização contábil, financeira, orçamentária, operacional ou patrimonial e, de igual modo, sobre resultados de auditorias e inspeções realizadas;
- aplicar aos responsáveis, em caso de ilegalidade de despesas ou irregularidade de contas, as sanções previstas em lei, que estabelecerá, entre outras cominações, multa proporcional ao dano causado ao erário;
- assinar prazo para que o órgão ou entidade adote as providências necessárias ao exato cumprimento da lei, se verificada ilegalidade e determinar a reposição integral, pelo responsável, dos valores devidos ao erário;
- sustar, se não atendido, a execução do ato impugnado, comunicando a decisão à Assembleia Legislativa; X – representar ao Poder competente sobre irregularidades ou abusos apurados;
- fiscalizar a distribuição das quotas-partes pertencentes aos Municípios, provenientes do imposto sobre operações relativas à circulação de mercadorias e sobre prestação de serviços de transporte interestadual e intermunicipal e de comunicação e de imposto sobre a propriedade de veículos automotores, instituídos e arrecadados pelo Estado, promovendo a publicação oficial dos índices e valores.
- exercer outras atribuições previstas na Constituição do Maranhão, especificamente o disposto no Art. 172, incisos I a XI, e seus parágrafos.

## Conselheiros
O tribunal é composto por sete conselheiros, que devem atender aos seguintes requisitos para serem nomeadosː
- mais de trinta e cinco e menos de sessenta e cinco anos de idade[3]
- idoneidade moral e reputação ilibada[3]
- notórios conhecimentos jurídicos, contábeis, econômicos e financeiros ou de administração pública[3]

Quanto a sua escolha:
- Três conselheiros serão escolhidos pelo governador do Maranhão, com aprovação da Assembleia Legislativa, sendo um de livre escolha e os outros dois alternadamente dentre auditores e membros do Ministério Público junto ao Tribunal, dentre os três nomes escolhidos pelo Tribunal, segundo os critérios de antiguidade e merecimento[3]
- Os outros dois terços serão escolhidos pela Assembleia Legislativa e nomeados pelo governador.[3]

Os conselheiros do Tribunal de Contas do Maranhão terão as mesmas garantias, prerrogativas, impedimentos, vencimentos e vantagens dos desembargadores do Tribunal de Justiça do Maranhão.

## Composição
Atualmente a formação do Tribunal é a seguinte:
| Cargo           | Nome                           | Cidade de origem  | Data da posse no TCE | Data limite (aposent.) | Origem da vaga               |
| --------------- | ------------------------------ | ----------------- | -------------------- | ---------------------- | ---------------------------- |
| Presidente      | Daniel Itapary Brandão         | São Luís (MA)     | 16/02/2023           | 2060                   | Assembleia Legislativa       |
| Vice-presidente | Marcelo Tavares                | São Luís (MA)     | 02/09/2021           | 2046                   | Assembleia Legislativa       |
| Corregedora     | Flávia Gonzalez Leite          | São Luís (MA)     | 23/01/2024           | 2055                   | Ministério Público de Contas |
| Conselheiro     | João Jorge Jinkings Pavão      | Santa Helena (MA) | 31/08/2000           | 2026                   | Assembleia Legislativa       |
| Conselheiro     | José de Ribamar Caldas Furtado | Brejo (MA)        | 27/02/2002           | 2035                   | Auditores do TCE             |
| Conselheiro     | (vago)                         |                   |                      |                        | Governador                   |
| Conselheiro     | (vago)                         |                   |                      |                        | Assembleia Legislativa       |

Conselheiros-Substitutos
Em número de três, os Conselheiros-Substitutos do Tribunal de Contas do Estado do Maranhão (TCE/MA) são nomeados pelo Governador do Maranhão, observada a ordem de classificação em concurso público de provas e títulos, dentre os brasileiros com: mais de trinta e cinco anos de idade e menos de sessenta e cinco anos de idade; notórios conhecimentos jurídicos, contábeis, econômicos e financeiros ou de administração pública, e; mais de dez anos de exercício de função ou de efetiva atividade profissional que exija os conhecimentos já mencionados.
Os Conselheiros-Substitutos do TCE/MA, quando em substituição de Conselheiro, têm as mesmas garantias e impedimentos do titular e, quando no exercício das demais atribuições, as de Juiz de Direito de última entrância.
Atualmente, os Auditores do TCE sãoː
- Antônio Blecaute Costa Barbosa[5]
- Melquizedeque Nava Neto[5]
- Osmário Freire Guimarães[5]

Ministério Público junto ao Tribunal de Contas do Maranhão
Em número de quatro, os Procuradores do Ministério Público junto ao Tribunal de Contas do Maranhão, ou, simplesmente, Procuradores de Contas são nomeados pelo Procurador-Geral de Contas, observada a ordem de classificação em concurso público de provas e títulos, dentre os brasileiros, bacharéis em Direito, com mais de três anos de atividade jurídica.
Aos Procuradores de Contas do TCE/MA aplicam-se, subsidiariamente, no que couber, as disposições da Lei Orgânica do Ministério Público Estadual pertinentes a direitos, garantias, prerrogativas, vedações, regime disciplinar e forma de investidura no cargo inicial da carreira.
Atualmente, os procuradores de contas do TCE sãoː
- Douglas Paulo da Silvaː Procurador-Geral de Contas[6]
- Paulo Henrique Araújo dos Reis[6]
- Jairo Cavalcanti Vieira[6]